# International Machine Learning Society
L'International Machine Learning Society est une organisation à but non lucratif dont l'objectif est d'encourager la recherche sur l'apprentissage automatique et dont la principale activité  est la présentation d'une conférence annuelle, la conférence internationale sur l'apprentissage automatique (ICML).

## Historique
L'International Machine Learning Society a été créée en 1980 sous le nom d'International Workshop on Machine Learning. La première de ses conférences s'est tenue à Pittsburgh la même année. La présentation de ses conférences a célébré son 25e anniversaire à Helsinki, en Finlande, en 2008.

## Conférence internationale sur l'apprentissage machine
La conférence internationale sur l'apprentissage machine (ICML, International Conference on Machine Learning), présentée par l'International Machine Learning Society est la principale conférence académique internationale sur l'apprentissage automatique. Avec les Neural Information Processing Systems (NeurIPS), c'est l'une des deux principales conférences à fort impact dans la recherche sur l'apprentissage automatique et l'intelligence artificielle.

## Lieux de présentation
- ICML 2025 Vancouver,
- ICML 2024 Vienne,
- ICML 2023 Honolulu,
- ICML 2022 Baltimore, Maryland,
- ICML 2021 Vienne (à distance, en raison de la situation sanitaire mondiale - COVID-19),
- ICML 2020 Vienne (à distance, en raison de la situation sanitaire mondiale - COVID-19),
- ICML 2019 Los Angeles,
- ICML 2018 Stockholm,
- ICML 2017 Sydney,
- ICML 2016 New York,
- ICML 2015 Lille,
- ICML 2014 Pékin,
- ICML 2013 Atlanta,
- ICML 2012 Édinbourg,
- ICML 2011 Bellevue,
- ICML 2010 Haifa,
- ICML 2009 Montréal,
- ICML 2008 Helsinki,
- ICML 2007 Corvallis, Orégon,
- ICML 2006 Pittsburgh, Pennsylvanie,
- ICML 2005 Bonn,
- ICML 2004 Banff,
- ICML 2003 Washington, DC,
- ICML 2002 Sydney,
- ICML 2001 Williamstown, Massachusetts,
- ICML 2000 Stanford, Californie,